# گواتر

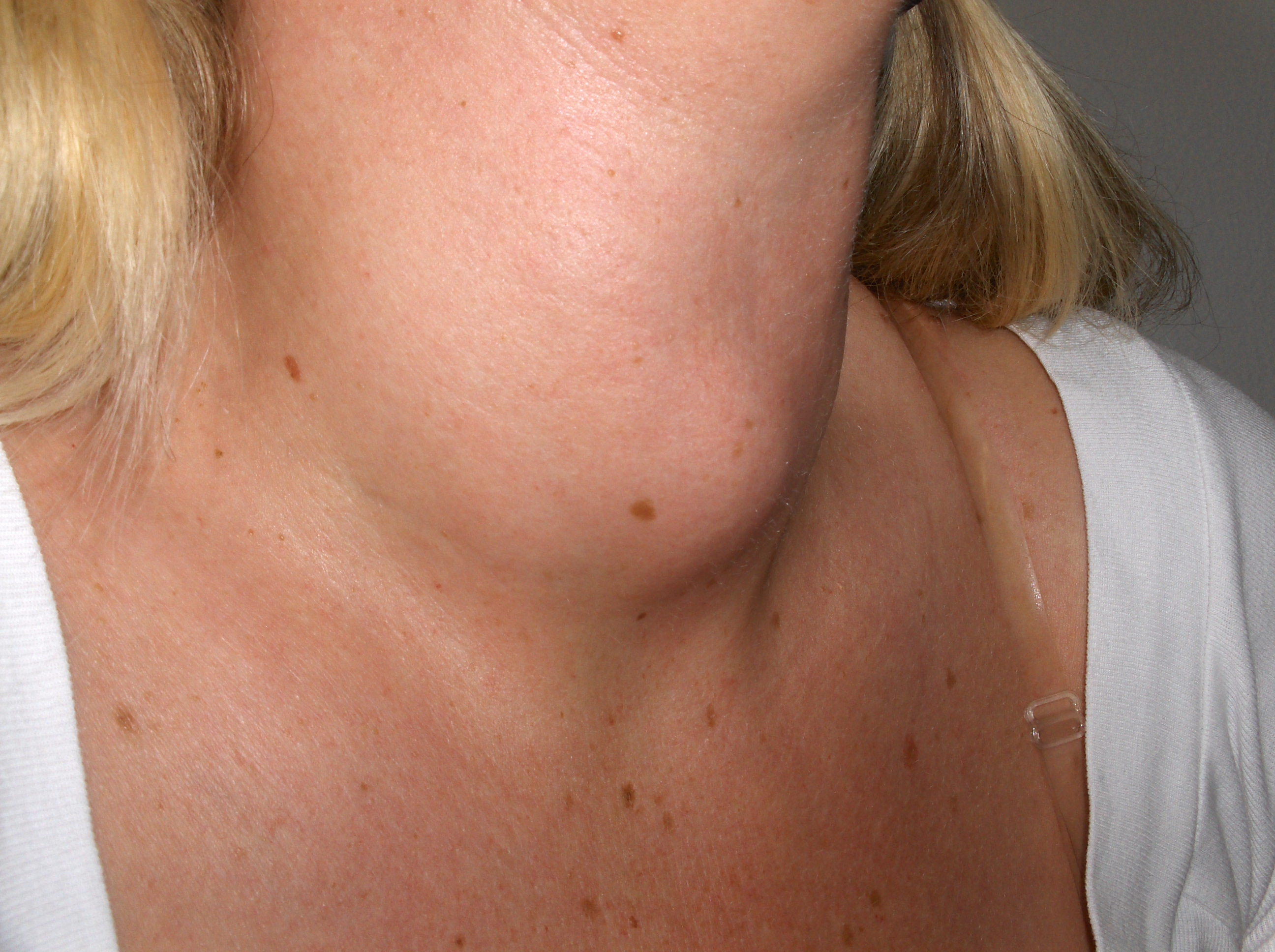

غم‌باد یا گواتر (به انگلیسی: goitre)، به معنای هر نوع بزرگ شدگی غیرطبیعی غده تیروئید است. گواتر علل متعددی می‌تواند داشته باشد. از اختلالات عملکردی تا علل ناشناخته در ایجاد آن می‌توانند مطرح باشند.
گواتر یکی از بیماری‌های شایع است که به ویژه در نوجوانان (سنین مدرسه) از شیوع بالایی برخوردار است. گواتر در دختران جوان و دارای اضافه وزن و در افرادی که در ارتفاعات بالا زندگی می‌کنند شایع‌تر است. گاهی دیده شده‌است میزان شیوع گواتر در بانوان ۸ برابر مردان است. از نظر عملکردی، گواتر به سه نوع گواتر ساده، کم‌کار و پرکار تقسیم می‌شود. شایع‌ترین نوع گواتر، گواتر ساده است که در این نوع فقط اندازه غده تیروئید بزرگ می‌شود، ولی میزان هورمون‌های تیروئید طبیعی است. لذا علامت چندانی به جز بزرگی غده ندارد.
گواتر نوعی هایپرپلازی است که ناشی از کمبود ید است.

## علل بروز گواتر
ارث، کمبود ید در مواد غذایی، مصرف بیش از اندازه غذاهایی مانند شلغم، کلم، ، کاساوا، چغندر، و علل ناشناخته دیگر. گواترها به انواع گوناگونی تقسیم‌بندی می‌شوند که عبارتند از گواتر فامیلی، گواتر بومی (ساده)، گواتر تک گیر، گواتر چندندولی. گواتر در جلو گردن و در داخل غده تیرویید ایجاد می‌شود. غده تیرویید از دو قطعه تشکیل شده‌است که در جلوی نای و حنجره قرار می‌گیرد. بزرگی خوش‌خیم غده تیرویید که سبب افزایش حجم آن می‌شود و مانند غده بزرگی در زیر گلو و گردن پدیدار می‌شود، گواتر نامیده می‌شود. در طب قدیم ایرانی به تورم غده تیروئید «غم باد» گفته می‌شد که امروزه نقش عوامل روانی در برخی انواع اختلالات تیروئیدی مانند هاشیموتو اثبات شده است.

## عوارض کمبود ید
- مدیا:در دوره حاملگی و زمان جنینی: سبب سقط جنین و مرده‌زایی، ناقص‌الخلقه متولد شدن، کند ذهنی، اختلالات حرکتی و روانی، لالی و کری نوزاد می‌شود.
- در کودکی: اختلال جسمی و روانی پدیدمی‌آورد و سبب کندذهنی و رشد نکردن بدن می‌گردد.
- در بلوغ: ایجاد گواتر و کم‌کاری تیروئید نموده و اختلال در تـکامل مغزی را به وجود می‌آورد.
- در بزرگسالان: موجب ضعف عمومی، کاهش سوخت و ساز بدن، لاغری، خواب آلودگی و اختلالات عصبی می‌شود.

میزان احتیاج روزانه بدن به ید
بین۱۵۰–۱۲۰میکروگرم که ۷۵ میکروگرم آن را تیروئید برای ساخت هورمون‌های خود مصرف می‌کند.

## علائم گواتر
وجود توده‌ای در ناحیه قدامی گردن که بیمار یا اطرافیان بیمار یا پزشک آن را مشاهده می‌کنند. گاهی سیاهرگهای گردن بزرگتر می‌شود و هرگاه درد ناگهانی و سریع گواتر ایجاد شود یعنی اینکه در گواتر خونریزی ایجاد شده‌است و گاهی نیز هیچ علامتی در فردی که گواتر دارد مشاهده نمی‌شود و گاه در گواترهای ندولی ساده و غیر سمی، پس از چند سال تغییراتی ایجاد می‌شود که به پرکاری غده تیروئید منجر شده و باعث نارسایی قلبی و سایر اختلالات خطرناک می‌گردد.
گواتر در اغلب موارد ناشی از به وجود آمد یک یا چند ندول تیروئید است که به اعضای گردن فشار می آورد در این شرایط تنگی نفس، مشکلات در بلع، تورم گلو، تغییر صدا از جمله علائم هستند.

## پیشگیری
برای پیشگیری از مبتلا شدن به گواتر توصیه می‌شود از غذاهای حاوی ید بیشتر استفاده کنید و از مصرف نمک ید دار غافل نشوید. اگر در مناطق کوهستانی و ارتفاعات بیشتری از سطح دریا زندگی می‌کنید، پس نیاز بیشتری به ید خوراکی دارید. چراکه میزان ید موجود در خاک این مناطق بسیار پایین است. از مصرف بیش از حد سبزیجات گواتر زا بپرهیزید (به ویژه شلغم و کلم و کاساوا).

## درمان
اگر در خانواده و نسل‌های گذشته شما، کسی به گواتر مبتلا بوده‌است ضرورت دارد به پزشک مراجعه کنید و مورد معاینه و آزمایش قرار گیرید. زیرا اگر این بیماری به موقع تشخیص داده شود، زودتر تحت درمان قرار گرفته و ریشه کن می‌شود. در صورت داشتن گواترهای ساده و معمولی مصرف قرص‌های لووتیروکسین یا قرص تیروئید به راحتی در دسترس است و در ایران توسط پزشکان توصیه و تجویز می‌شود. در صورتی که مشکوک به گواتر یا ندول در تیروئید شده باشیم انجام معاینه بالینی و آزمایش‌های تیروئیدی و احتمالاً اسکن تیروئید یا سونوگرافی یا بیوپسی توسط پزشک ضرورت می‌یابد و سپس به درمان با قرص و ید رادیواکتیو یا جراحی گواتر تشویق می‌شوید. توصیه مهم اینکه، طبیعی بودن تستهای تیروئید در آزمایش خون دلیلی برنداشتن گواتر نیست و با این حالت یو تیروئید گفته می‌شود و در صورت لزوم گرفتن اسکن تیروئید بسیار ضروری است.
برای درمان ندول های ایجاد شده در شرایط گواتر بسته به اینکه آیا گواتر ناشی از یک ندول بوده و یا با گواتر مولتی ندولار مواجه هستیم ممکن است روشهای درمانی از جمله جراحی، ید رادیواکتیو و یا در مواردی آر اف تیروئید به کمک بیمار بیاید
اگرچه روشهای جراحی با وجود عوارض چندان خوشایند نیستند ولی در شرایطی بیمار ناگزیر از آن خواهد بود و پزشک با توجه به موقعیت و سایز ندولها نسبت به درمان تصمیم گیری می نماید.
روش های جایگزین مانند آر اف که به صورت کمتر تهاجمی و بدون جراحی اقدام به درمان گرهک تیروئید یا ندول می نماید نیز از جمله روش های درمانی مؤثر برای گواتر با یک ندول است.